# Litoria fallax
Litoria fallax is een kikker uit de familie Pelodryadidae. De soort werd lange tijd tot de familie boomkikkers (Hylidae) gerekend. In de literatuur wordt daarom vaak de verouderde situatie vermeld. De soort werd voor het eerst wetenschappelijk beschreven door Wilhelm Peters in 1880. Oorspronkelijk werd de wetenschappelijke naam Hylomantis fallax gebruikt. De soortaanduiding fallax betekent vrij vertaald 'niet echt'.

## Uiterlijke kenmerken
Met een lengte van ongeveer 3 centimeter, mannetjes tot 2 cm, is dit een van de kleinste Litoria-soorten, het is een van de dwergboomkikkers. De huid is glad op de rug, iets korreliger op de buik. De kleur is variabel en de kikker kan van kleur veranderen, afhankelijk van de temperatuur en lichtintensiteit. Meestal is het hele lichaam groen, of de flanken groen met een bruine rug. Een witte streep loopt van de bek tot de basis van de voorpoot, hierboven is vaak een bruine oogstreep aanwezig van de snuitpunt tot achter het oog. De dijen van deze boomkikker zijn niet oranje gekleurd, wat een belangrijk onderscheid is met sommige andere soorten.

## Algemeen
Litoria fallax komt voor in Australië, in een smalle strook langs de uiterst oostelijke kust, en leeft in grotere, permanente wateren. De soort kent een grote variatie aan habitat, en leeft tussen de oevervegetatie, meestal plakkend op riet of andere planten met stengels. De kikker wordt vaak op de oevervegetatie of op drijvende planten aangetroffen, maar komt ook wel uit de buurt van het water voor zoals in plantages. Mannetjes maken een tjirp-achtige geluid en gebruiken hun oranje, doorzichtige kwaakblaas die ongeveer net zo groot wordt als de kikker zelf.
De vrouwtjes zetten de eitjes af in kleine groepjes, waarna het mannetje deze snel bevrucht. De eitjes worden aan waterplanten bevestigd of zinken naar de bodem. De kikkervisjes bereiken na ongeveer 3 maanden een lengte van 55 millimeter waarna de metamorfose plaatsvindt.
Litoria fallax is een van de soorten kikkers die weleens onbewust wordt ingevoerd met ladingen fruit zoals bananen, omdat de soort op deze planten leeft.